# Caravaggio - L'ultimo tempo
Caravaggio. L'ultimo tempo è un documentario del 2004 diretto da Mario Martone e basato sulla vita del pittore italiano Michelangelo Merisi da Caravaggio.